# Scaligeria takharensis
Scaligeria takharensis är en flockblommig växtart som beskrevs av Dieter Podlech. Scaligeria takharensis ingår i släktet Scaligeria och familjen flockblommiga växter. Inga underarter finns listade i Catalogue of Life.